# Jodocus Caesem

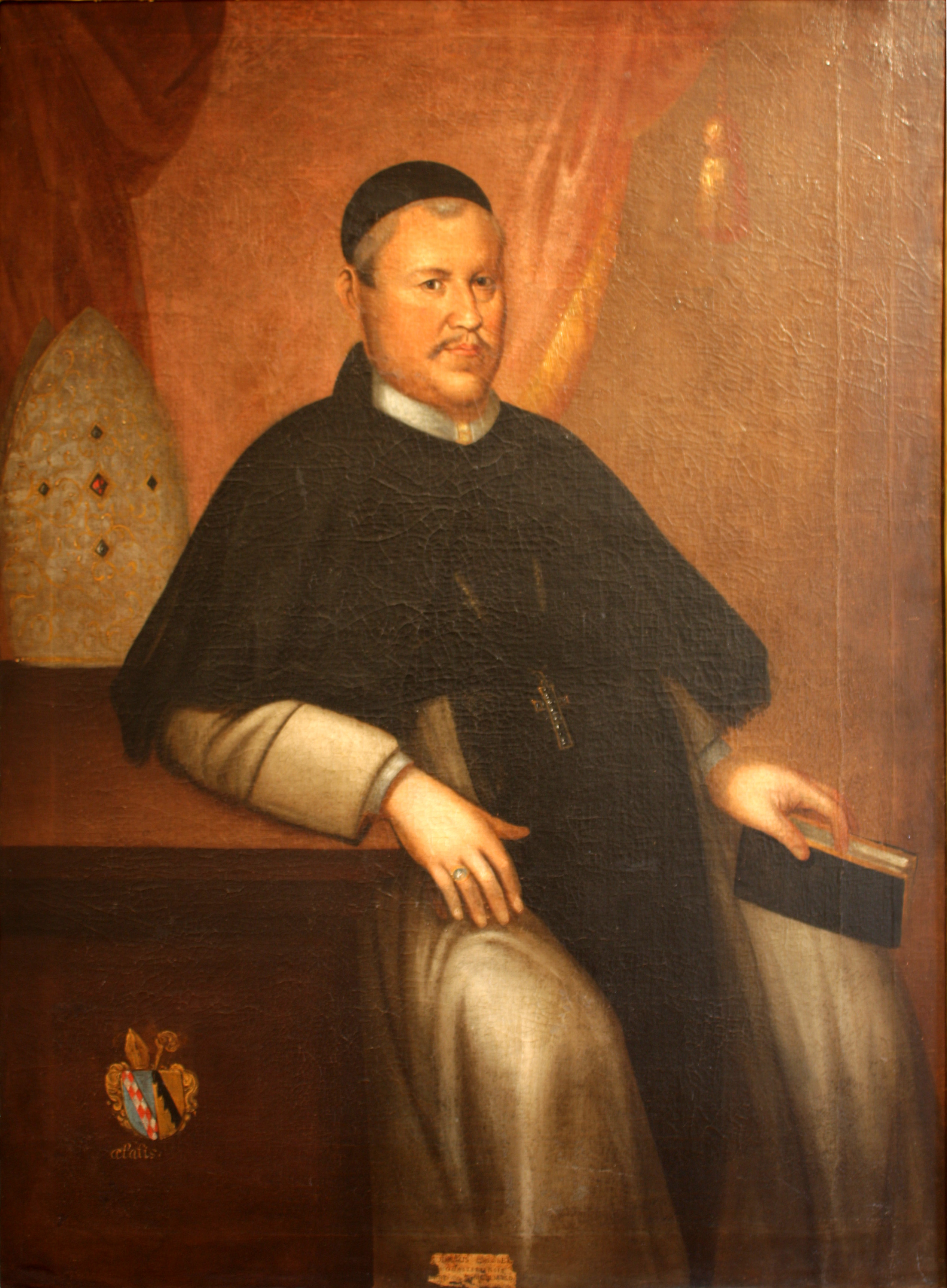
Jodocus Caesem, 37. Abt von Marienfeld

Jodocus Caesem SOCist (* in Münster; † 7. Mai 1664) war Abt des Klosters Marienfeld.

## Leben
Jodocus Caesem wurde in Münster geboren und trat 1630 in das Kloster Marienfeld ein. Sein Zwillingsbruder Rochus trat 1632 in den Minoritenorden in Münster ein. Von 1645 bis 1651 war er Guardian in Duisburg, im Anschluss bis 1664 Guardian in Münster.
1646 wurde Jodocus Caesem vom Marienfelder Konvent zum Abt gewählt. Nach fünfjähriger Amtszeit wurde ihm und all seinen Nachfolgern im Amt des Abts von Marienfeld die Erlaubnis erteilt, von nun an die Mitra tragen zu dürfen. Die Erlaubnis erteilte Johannes von Blankenberg, Abt der Abtei Altenberg und Ordensgeneral, gleichzeitig den Äbten von Hardehausen und Bredelar. 1661 legt Caesem sein Amt als Abt nieder. In seiner Amtszeit wurden 28 Brüder in den Konvent aufgenommen; darunter auch vier Laienbrüder. Vier Brüder mussten jedoch wieder entlassen werden.
Am 7. Mai 1664 starb Jodocus Caesem und wurde, wie es für den Abt üblich war, im Kapitelhaus begraben.

## Bautätigkeit
Dem Abt Jodocus Caesem werden mehrere Bautätigkeiten zugeschrieben. Da das Dach der Klosterkirche nur teilweise mit Blei gedeckt war, ließ er die gesamte Kirche neu mit Blei eindecken. Die kleine Glocke der Kirche musste auch neu gegossen werden.
Im Inneren der Kirche hat er von den vorhandenen 25 Altären einige kleinere entfernen lassen. Weiterhin wurde der Lettner der Laienbrüder entfernt und in das Mutterkloster Hardehausen verbracht.
Von den übrigen Klostergebäuden war der Westflügel sehr zerfallen. Caesem ließ ihn abreißen und innerhalb von nur drei Jahren durch einen prächtigeren und etwas höheren Neubau ersetzen. Danach konnte der Südflügel in Angriff genommen und bis zur Mitte erneuert werden. Er ließ auch den Kreuzgang teilweise abreißen und neu aufbauen.